# Кралски пфалц
Кралски или императорски пфалц (на немски: Königspfalz, където König означава „крал“, а Pfalz идва от латинското palatium — „палат“ или „дворец“) — се обозначава в Средновековието резиденция (седалище) на немските крале, разположена на техните подвластни територии. В различните времена са съществували няколко десетки пфалца едновременно.
В средновековната Свещена Римска империя е нямало трайни, фиксирани столици. Кайзера (т.е. императора) е обикалял из страната с цел осъществяване на държавните си дела и е живял ту в един дворец, ту в друг. В пфалците той е провеждал придворни събрания, всеимперски събрания, празнични чествания на важни църковни празници и т.н.
Пфалците са се разполагали примерно на около 30 километра разстояние един от друг (отговаря средно на разстоянието на еднодневна язда с кон) и са представлявали обособен комплекс от замък, в който се е намирал двореца, параклис, конюшня и други съоръжения, необходими за престоя на многочислената кралска свита (антураж), а също и имения (гутсхоф), снабдяващи антуража с хранителни продукти.
Най-големият пфалц е бил дворецът на Карл Велики в Аахен, от който е оцелял параклисът на Карл Велики. В отсъствието на императора дворецът се е управлявал от пфалцграфовете на Лотарингия. Дворците в Падерборн и Гослар, както и представителните руини в Кайзерсверт, Егер и Гелнхаузен, са оцелели и до днес.
Други значими пфалци са били разположени в Ерстал, Неймеген, Франкфурт, Шпайер, Вормс, Майнц, Лорш, Ингелхайм ам Райн, Дуисбург, Дортмунд, Верл, Алтьотинг, Нюрнберг, Цюрих, Утрехт и Кведлинбург. Някои от дворците са построени край императорските катедрали.

## Виж също
- Пфалцграф е управляващ наместник на пфалца в отсъствието на императора.
- Позоваването на кайзерите (императорите) е запазено в имената на градовете Кайзерслаутерн и Кайзерсверт.